# Sara Carić
Sara Carić (ur. 1 lutego 2001 w Pančevie) – serbska siatkarka, srebrna medalistka Mistrzostw Europy 2021 wraz z reprezentacją Serbii.

## Kariera klubowa
Karierę siatkarską rozpoczęła w klubie OK Radnički Kovin. W latach 2016–2020 była zawodniczką drużyny Vizura Belgrad, z którą uczestniczyła w rozgrywkach ligi mistrzyń 2016/2017 i 2017/2018. W 2020 podpisała kontrakt z Tent Obrenovac, występując w kwalifikacjach do ligi mistrzyń w sezonie 2020/2021, a także w półfinale Pucharu Challenge 2022. Od 2022 jest siatkarką tureckiego PTT Spor.

## Kariera reprezentacyjna
Przeszła przez wszystkie szczeble szkolenia centralnego w Serbii. Powoływana do reprezentacji kadetek i juniorek. W 2019 powołana po raz pierwszy przez trenera Zorana Terzića do seniorskiej reprezentacji Serbii, z którą w 2021 wywalczyła srebrny medal mistrzostw Europy, przegrywając w finale rozgrywanym w Belgradzie 1:3 z reprezentacją Włoch.